# Кампањ (Еро)
Кампањ (фр. Campagne) је насеље и општина у јужној Француској у региону Лангдок-Русијон, у департману Еро која припада префектури Монпелије.
По подацима из 2011. године у општини је живело 276 становника, а густина насељености је износила 57,02 становника/km². Општина се простире на површини од 4,84 km². Налази се на средњој надморској висини од 30 метара (максималној 86 m, а минималној 35 m).

## Демографија
| 1962. | 1968. | 1975. | 1982. | 1990. | 1999. | 2011. |
| ----- | ----- | ----- | ----- | ----- | ----- | ----- |
| 133   | 159   | 134   | 122   | 182   | 233   | 276   |

График промене броја становника у току последњих година